# Timo Helbling
Timo Helbling (* 21. července 1981 v Baselu) je bývalý švýcarský hokejový obránce.

## Hráčská kariéra
S hokejem začínal v mládežnickém oddělení HC Davos, kde nastartoval profesionální kariéru v letech 1998 až 2000 v National League A. Jako osmnáctiletý hokejista byl draftován ve vstupním draftu NHL v šestém kole, celkově na 162. místě, týmem Nashville Predators v roce 1999. O rok později odletěl do zámoří, první rok hrál ještě v juniorské soutěži Ontario Hockey League za Windsor Spitfires. Ke konci sezóny 2000-01 odehrál jeden zápas v play-off za Milwaukee Admirals v International Hockey League poté, co podepsal smlouvu s Nashville Predators. Do roku 2004 hrál výhradně v nižších amerických soutěžích, v American Hockey League za Milwaukee Admirals, kteří se do této ligy přesunuli po rozpuštění z IHL, a Utah Grizzlies. Hrál také ve třetí nejvyšší soutěži ECHL za Toledo Storm. 25. února 2004 byl vyměněn do Tampa Bay Lightning za osmé kolo vstupní draftu 2004 (touto volbou byl vybrán finský brankář Pekka Rinne).
Během výluky v sezóně 2004-05 se vrátil do své vlasti a dohodl se s týmem Kloten Flyers. Poté se vrátil do Severní Ameriky, kde debutoval v National Hockey League za Tampa Bay Lightning, přesněji 5. října 2005 proti Carolina Hurricanes odehrál necelých dvanáct minut. Celkem v základní části za Lightning sehrál devět zápasů a připsal si asistenci. Převážnou část sezóny strávil na farmě v týmu Springfield Falcons. Pro následující sezónu podepsal roční smlouvu s Washingtonem Capitals. Za Capitals odehrál dva zápasy na konci roku, hrál převážně za farmářský tým Hershey Bears. 27. února 2007 byl společně se spoluhráčem Dainiusem Zubrusem vyměnění do Buffala Sabres za Jiřího Novotného a volbou v prvním kole ve vstupním draftu 2007 (touto volbou byl vybrán Nick Petrecki). Helbling dohrál sezonu opět v nižší soutěži AHL za farmářský tým Sabres Rochester Americans. Helbling se po sezoně vrátil do Švýcarska, podepsal smlouvu s HC Lugano. V sezóně 2009/10 byl hráčem s největším počtem trestných minut v celé lize. V listopadu 2010 podepsal smlouvu s Kärpätem Oulu v SM-liigy.
Mezi roky 2011-13 působil v EV Zug, v prosinci 2012 podepsal tříletou smlouvu s Fribourg-Gottéron, která platila od sezóny 2013/14. V dubnu 2015 se Fribourg-Gottéron dohodl s SC Bern na výměně hráčů, která přivedla Helblinga do Bernu a Ryana Gardnera do Fribourgu na oplátku. S Bernem vyhrál mistrovský titul v sezoně 2015/2016. Do EV Zug se vrátil pro sezónu 2016/17. O dva roky později přestoupil v rámci ligy do SC Rapperswil-Jona Lakers. 9. dubna 2019 oznámil konec kariéry, známý byl svým fyzickým stylem hry.

## Zajímavosti
V MS 2010 ve čtvrtfinále proti Německu, kdy skončilo utkáni se málem porval s trenéry Německé reprezentace.

## Ocenění a úspěchy
- 1999 MS-18 - Nejtrestanější hráč
- 2010 NLA - Nejtrestanější hráč
- 2015 NLA - Nejtrestanější hráč

## Prvenství
- Debut v NHL - 5. října 2005 (Tampa Bay Lightning proti Carolina Hurricanes)
- První asistence v NHL - 13. října 2005 (Tampa Bay Lightning proti Buffalo Sabres)

## Klubové statistiky
| Sezóna       | Klub                      | Soutěž       |    | Základní část | Základní část | Základní část | Základní část | Základní část |   | Play off | Play off | Play off | Play off | Play off |
| Sezóna       | Klub                      | Soutěž       | Z  | G             | A             | B             | TM            | Z             | G | A        | B        | TM       |          |          |
| 1997/1998    | HC Davos                  | Elite jun. A | 34 | 6             | 6             | 12            | 38            | —             | — | —        | —        | —        |          |          |
| 1998/1999    | HC Davos                  | Elite jun. A | 28 | 5             | 10            | 15            | 116           | 2             | 1 | 3        | 4        | 35       |          |          |
| 1998/1999    | HC Davos                  | NLA          | 44 | 0             | 0             | 0             | 8             | 4             | 0 | 0        | 0        | 0        |          |          |
| 1999/2000    | HC Davos                  | NLA          | 44 | 0             | 0             | 0             | 49            | 5             | 0 | 0        | 0        | 0        |          |          |
| 2000/2001    | Windsor Spitfires         | OHL          | 54 | 7             | 14            | 21            | 90            | 7             | 0 | 2        | 2        | 11       |          |          |
| 2000/2001    | Milwaukee Admirals        | IHL          | —  | —             | —             | —             | —             | 1             | 0 | 0        | 0        | 0        |          |          |
| 2001/2002    | Milwaukee Admirals        | AHL          | 67 | 2             | 6             | 8             | 59            | —             | — | —        | —        | —        |          |          |
| 2002/2003    | Toledo Storm              | ECHL         | 35 | 3             | 8             | 11            | 75            | 7             | 0 | 1        | 1        | 2        |          |          |
| 2002/2003    | Milwaukee Admirals        | AHL          | 23 | 0             | 1             | 1             | 37            | —             | — | —        | —        | —        |          |          |
| 2003/2004    | Milwaukee Admirals        | AHL          | 37 | 0             | 2             | 2             | 46            | —             | — | —        | —        | —        |          |          |
| 2003/2004    | Utah Grizzlies            | AHL          | 23 | 3             | 2             | 5             | 47            | —             | — | —        | —        | —        |          |          |
| 2004/2005    | EHC Kloten                | NLA          | 44 | 2             | 9             | 11            | 118           | —             | — | —        | —        | —        |          |          |
| 2005/2006    | Springfield Falcons       | AHL          | 60 | 7             | 14            | 21            | 56            | —             | — | —        | —        | —        |          |          |
| 2005/2006    | Tampa Bay Lightning       | NHL          | 9  | 0             | 1             | 1             | 6             | —             | — | —        | —        | —        |          |          |
| 2006/2007    | Hershey Bears             | AHL          | 49 | 1             | 16            | 17            | 106           | —             | — | —        | —        | —        |          |          |
| 2006/2007    | Washington Capitals       | NHL          | 2  | 0             | 0             | 0             | 2             | —             | — | —        | —        | —        |          |          |
| 2006/2007    | Rochester Americans       | AHL          | 20 | 0             | 8             | 8             | 50            | 6             | 2 | 0        | 2        | 6        |          |          |
| 2007/2008    | HC Lugano                 | NLA          | 49 | 3             | 11            | 14            | 127           | —             | — | —        | —        | —        |          |          |
| 2008/2009    | HC Lugano                 | NLA          | 49 | 2             | 9             | 11            | 136           | 7             | 0 | 1        | 1        | 12       |          |          |
| 2009/2010    | HC Lugano                 | NLA          | 46 | 1             | 6             | 7             | 168           | 4             | 0 | 0        | 0        | 10       |          |          |
| 2010/2011    | HC Lugano                 | NLA          | 17 | 0             | 0             | 0             | 26            | —             | — | —        | —        | —        |          |          |
| 2010/2011    | Kärpät Oulu               | SM-l         | 39 | 2             | 3             | 5             | 46            | 3             | 0 | 0        | 0        | 6        |          |          |
| 2011/2012    | EV Zug                    | NLA          | 45 | 2             | 6             | 8             | 108           | 9             | 0 | 2        | 2        | 16       |          |          |
| 2012/2013    | EV Zug                    | NLA          | 48 | 3             | 7             | 10            | 68            | 14            | 1 | 2        | 3        | 45       |          |          |
| 2013/2014    | HC Fribourg-Gottéron      | NLA          | 46 | 3             | 8             | 11            | 116           | 10            | 1 | 2        | 3        | 12       |          |          |
| 2014/2015    | HC Fribourg-Gottéron      | NLA          | 45 | 2             | 10            | 12            | 86            | —             | — | —        | —        | —        |          |          |
| 2015/2016    | SC Bern                   | NLA          | 50 | 4             | 19            | 23            | 54            | 13            | 2 | 1        | 3        | 24       |          |          |
| 2016/2017    | EV Zug                    | NLA          | 40 | 3             | 3             | 16            | 89            | 4             | 1 | 1        | 2        | 16       |          |          |
| 2017/2018    | EV Zug                    | NLA          | 28 | 1             | 2             | 3             | 24            | 5             | 0 | 0        | 0        | 10       |          |          |
| 2018/2019    | SC Rapperswil-Jona Lakers | NLA          | 26 | 1             | 3             | 4             | 28            | —             | — | —        | —        | —        |          |          |
| Celkem v NHL | Celkem v NHL              | Celkem v NHL | 11 | 0             | 1             | 1             | 8             | —             | — | —        | —        | —        |          |          |

## Reprezentace
| Rok          | Tým          | Soutěž       | Z  | G | A | B | TM |
| ------------ | ------------ | ------------ | -- | - | - | - | -- |
| 1999         | Švýcarsko 18 | MS-18        | 7  | 1 | 0 | 1 | 35 |
| 2000         | Švýcarsko 20 | MSJ          | 7  | 0 | 2 | 2 | 16 |
| 2001         | Švýcarsko 20 | MSJ          | 7  | 1 | 1 | 2 | 10 |
| 2006         | Švýcarsko    | MS           | 4  | 0 | 0 | 0 | 2  |
| 2010         | Švýcarsko    | MS           | 7  | 0 | 1 | 1 | 25 |
| 2015         | Švýcarsko    | MS           | 7  | 0 | 0 | 0 | 8  |
| Celkem v MSJ | Celkem v MSJ | Celkem v MSJ | 14 | 1 | 3 | 4 | 26 |
| Celkem v MS  | Celkem v MS  | Celkem v MS  | 18 | 0 | 1 | 1 | 35 |